# Ghebo

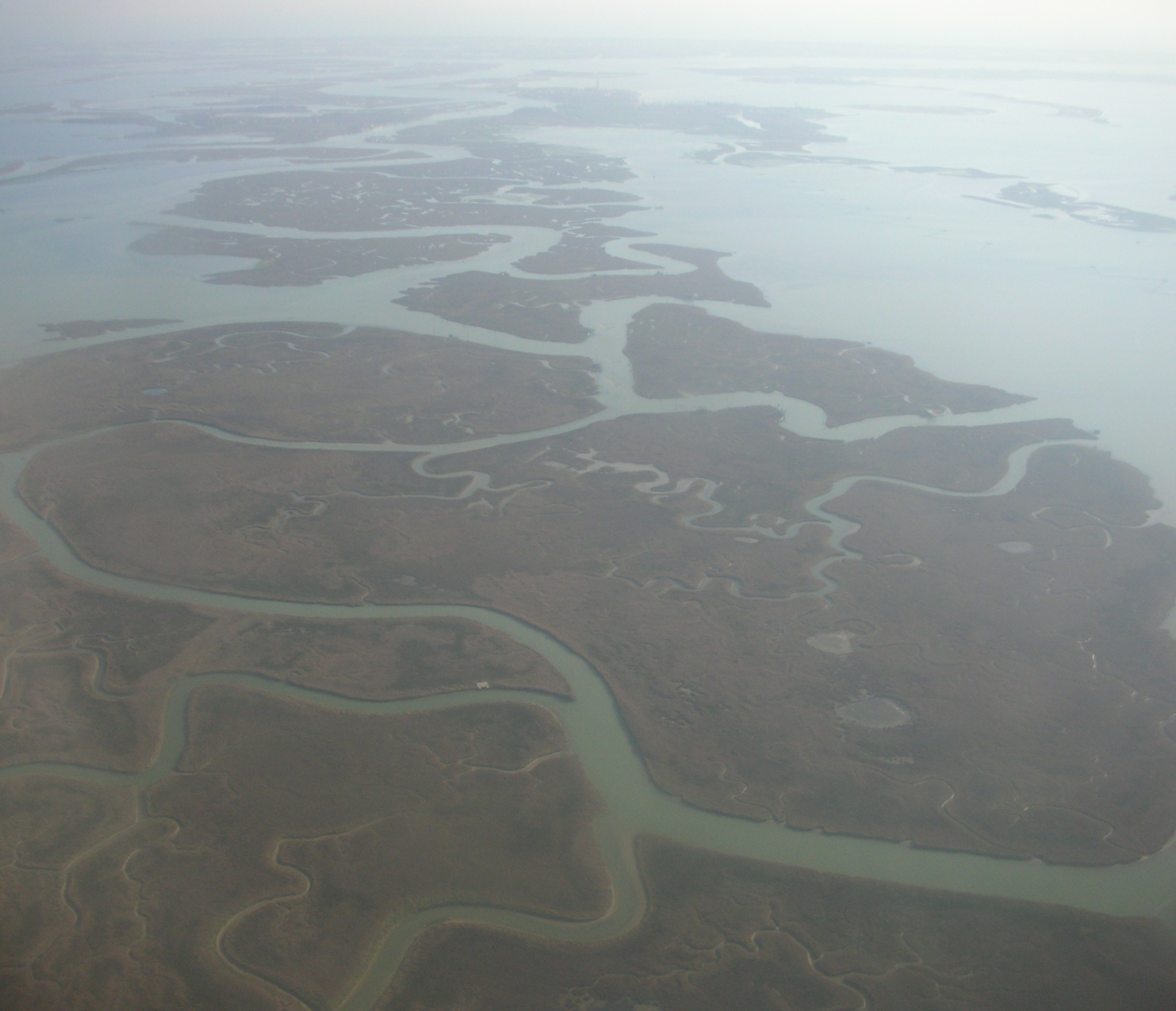
Vista aerea di una zona barenicola intervallata da ghebi.

I ghebi sono, in dialetto veneziano, i canali minori che attraversano le barene e le velme della laguna Veneta, mettendo in comunicazione le zone più interne alle vie d'acqua principali.

## Descrizione
I ghebi hanno un ruolo notevole nell'ambito dell'ecosistema lagunare, regolando l'apporto idrico sia durante le alte maree, con funzioni di drenaggio, sia durante le basse maree, permettendo il passaggio dell'acqua anche nelle zone più interne. Contribuiscono inoltre a mitigare l'effetto erosivo che hanno le maree entranti. 
L'interramento di un ghebo può portare alla formazione di uno specchio d'acqua detto chiaro. L'erosione, dovuta in gran parte all'intervento antropico, ha portato alla progressiva diminuzione dei ghebi e delle loro ramificazioni, con conseguenze disastrose per l'ecosistema e l'esistenza dei ghebi stessi.

## Altri significati
Nel dialetto veneto colloquiale, il termine ghebo indica anche il vigile urbano.